# والستو، نورث‌همپتون‌شر
والستو (به انگلیسی: Wollaston) یک روستا و محله مدنی در بریتانیا است که در Wellingborough واقع شده‌است. والستو ۳٬۴۹۱ نفر جمعیت دارد.